# Тюрьма Мазас
Мазас (фр. prison Mazas) — бывшая парижская тюрьма, предназначавшаяся для заключения подследственных арестантов; в ней также отбывали наказание лица, присуждённые к тюремному заключению на срок не свыше двух месяцев. Действовала в 1850—1898 годы, находилась напротив Лионского вокзала.
Тюрьма Мазас возводилась в 1845—1850 годы под руководством архитектора Эмиля Жильбера (фр. Émile Jacques Gilbert) по лучеобразному плану келейных тюрем. Одиночное заключение в Мазасской тюрьме составляло общее правило, допускавшее, однако, немало исключений. Существовало 30 так называемых «двойных камер» (cellules doubles) для таких арестантов, которых тюремная администрация считала склонными к самоубийству; иногда же совместное заключение практиковалось для того, чтобы выпытать признание в преступлении. Заключённые не были обязаны работать, но если они сами того желали, то тюремное начальство обязано было предоставить им работу. Мазасская тюрьма вмещала 1135 заключённых. По случаю Всемирной выставки (1900) здание было разрушено, на его месте проложена новая улица, получившая имя архитектора — фр. rue Émile-Gilbert.